# قرة تكانلو
قرة تكانلو هي قرية في مقاطعة بارس أباد، إيران. يقدر عدد سكانها بـ 308 نسمة بحسب إحصاء 2016.